# Acraea damii
Acraea damii är en fjärilsart som beskrevs av Snellen van Vollenhoven 1869. Acraea damii ingår i släktet Acraea och familjen praktfjärilar. Inga underarter finns listade i Catalogue of Life.